# Bolca
Bolca (em armênio: Բողխա; romaniz.: Bołχa), Buca (Բուխա, Buχa) ou Boca (Բոխա, Boχa), segundo a Geografia de Ananias de Siracena (século VII), foi um gavar (cantão) da província de Taique, na Armênia. Seu nome deriva de seus antigos habitantes, cujo nome foi registrado por Ptolomeu (V.13.9) como bocas (em grego: βοχαι; romaniz.: bochai). Ocupava o vale do rio Bolca (atual Oltu) e tinha como sua sede a fortaleza de Bolca (atual Boacale, na Turquia). Ao lado de Partizasfora e Berdasfora, formava o principado de Chaque, que era mantido pela família Dimacísio. Em 591, o imperador Maurício recebeu vastas porções da Armênia sassânida em compensação da ajuda militar prestada ao xainxá Cosroes II (r. 590–628). Todos os distrito que compunham Taique foram incluídos na província recém-fundada da Armênia Profunda.